# Marie Gudme Leth
Marie Christine Mathea Gudme Leth (født 5. oktober 1895 i Aarhus, død 17. december 1997 på Frederiksberg) var en dansk tekstilkunstner og designer, kendt for at bringe serigrafi til Danmark.
Hun åbnede fabrikken Dansk Kattuntrykkeri i 1935, der gjorde det muligt at fremstille farverige mønstre industrielt. I 1941 åbnede hun sit eget værksted, hvor hun først skabte dyremotiver og naturmotiver, og derefter fokuserede hun på geometriske motiver.
Under sin uddannelse i Danmark og især i tyske designskoler, gjorde sig bekendt med trykformer som batiktryk, bloktryk og serigrafi. Siden hun var ung, havde hun en ambition om at højne tekstiltryks status ligeså højt som andre anerkendte kunstformer. Hun trykte på bomuld og linned, og brugte gerne to nuancer af samme farve i sine mønstre, især grønt og blåt.
Hendes livsværk er blevet optaget i Kulturkanonen i 2006.